# Europaplein (metropolitana di Amsterdam)
La stazione di Europaplein è una stazione della metropolitana di Amsterdam nei Paesi Bassi, servita dalla linea 52 (Noord/Zuidlijn).

## Storia
La stazione entrò in servizio il 21 luglio 2018, con l'attivazione della linea nord-sud.

## Caratteristiche
Si tratta di una stazione sotterranea con due binari serviti da due banchine laterali.